# The Best of Ray Parker Jr. (1999)
The Best of Ray Parker Jr. è la sesta raccolta dedicata al musicista statunitense Ray Parker Jr., pubblicata dalla Arista Records nel 1999.

## Il disco
Destinata al mercato giapponese, The Best of Ray Parker Jr. è una raccolta incentrata più sui successi da solista del suddetto che sulla storia dei Raydio.

## Tracce
Testi e musiche di Ray Parker Jr.
1. It's Time to Party Now - 4:57
2. You Can't Change That - 3:24
3. Let Me Go - 4:12
4. A Woman Needs Love (Just like You Do) - 4:03
5. Jack and Jill - 4:36
6. Bad Boy - 4:13
7. The Other Woman - 4:03
8. I Still Can't Get Over Loving You - 4:06
9. Ghostbusters - 4:05
10. Jamie - 4:15
11. Girls Are More Fun - 4:48
12. It's Our Own Affair - 3:52
13. Woman Out of Control - 4:11
14. That Old Song - 4:08
15. Two Places at the Same Time - 3:53
16. For Those Who Like to Groove - 4:31
17. The People Next Door - 4:28
18. Ghostbusters (Extended Version) - 6:07